# NGC 5274
NGC 5274 је елиптична галаксија у сазвежђу Ловачки пси која се налази на NGC листи објеката дубоког неба.
Деклинација објекта је + 29° 50' 52" а ректасцензија 13h 42m 23,3s. Привидна величина (магнитуда) објекта NGC 5274 износи 14,6 а фотографска магнитуда 15,6. NGC 5274 је још познат и под ознакама MCG 5-32-66, CGCG 161-125, PGC 48536.